# Борисово-Судское
Бори́сово-Су́дское — село в Бабаевском районе Вологодской области России, расположено на высоких берегах реки Суда (приток Волги). С точки зрения административно-территориального деления является административным центром Борисовского сельского поселения (Борисовского сельсовета). До 1917 года — центр Борисовской волости Белозерского уезда Новгородской губернии. В 1927—1959 годах — центр Борисово-Судского района.

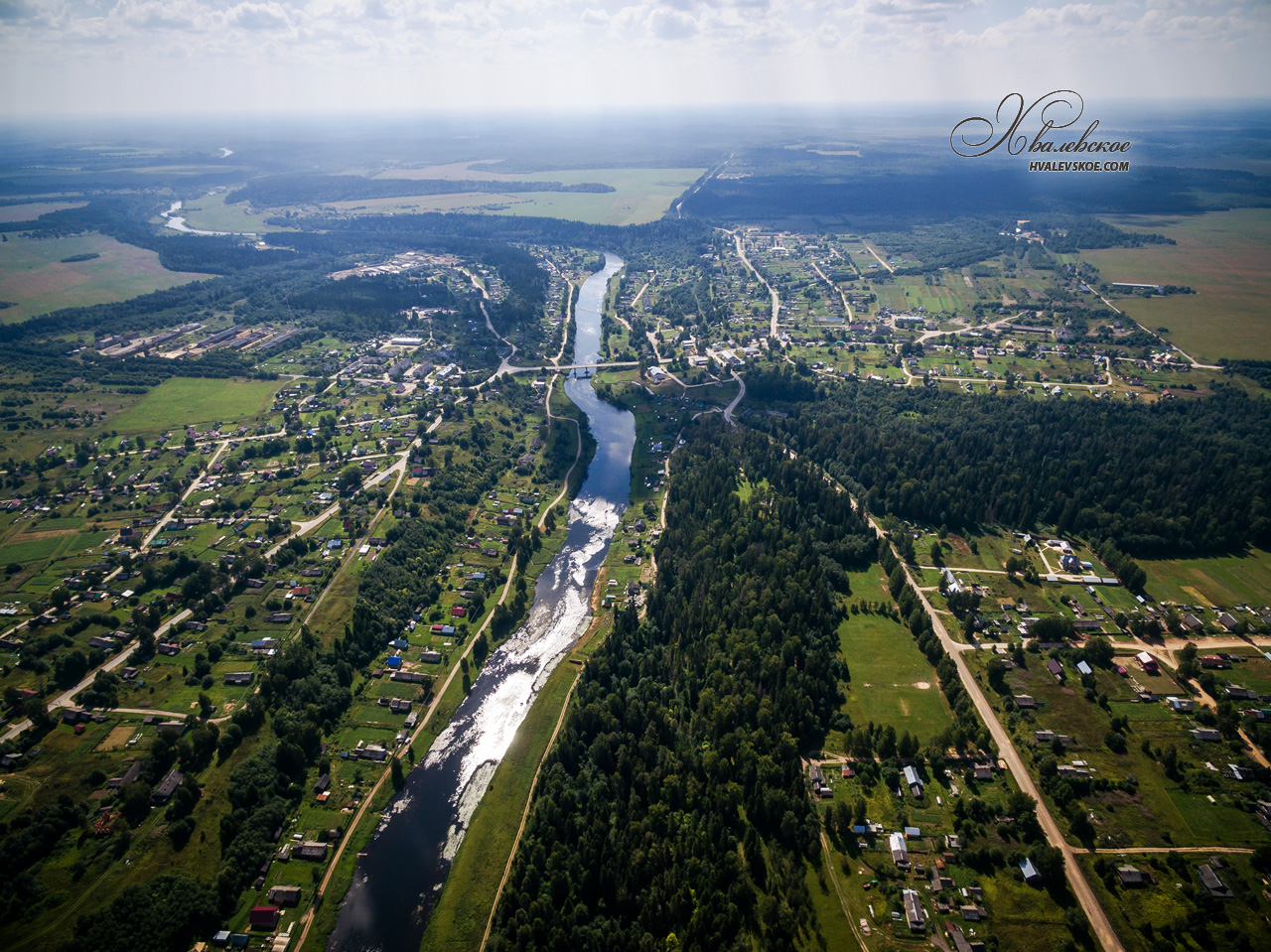
Вид с воздуха на Борисово-Судское

Расположено при впадении реки Нижняя Чужбойка в Суду. Расстояние по автодороге до районного центра Бабаево — 62 км. Село Борисово-Судское образовалось объединением нескольких деревень - Борисово (Борисова), Хвалевская, Тарханово, Пустошка, Варнакушка (Барнакушка) и Троицкий погост. Нынешнее сельское поселение включает в себя 75 населённых пунктов, включая Александровская, Новая Старина, Порошино, Карасово, Мятино, Харчевня и др.
По переписи 2002 года население — 1897 человек (901 мужчина, 996 женщин). Преобладающая национальность — русские (96 %).
Примечательно что село расположено на широте центра Санкт-Петербурга и долготе центра Соловецких островов. Через центр села проходит меридиан 36 градусов восточной долготы.
Касательно названия села, согласно одной из версий возможно что село основано при Борисе Годунове и названо в его честь.

## История

### Белозерские земли
Первое упоминание о Судских землях встречается в «Духовной грамоте» Дмитрия Донского, составленной в период с 13 апреля по 16 мая 1389 года:
А что ми дала княгиня Федосья Суду на Белеозере да Колошну и Слободку.
В старинных переписях и на картах данная местность называлась Судский (или Суцкой) край или стан, а населенный пункт Борисово или Борисова.
Издревле данные земли Русского Севера входили в состав Белозерского княжества. В 1486 году Белозерское княжество было присоединено к Московскому великому княжеству, став Белозерским уездом. Согласно по карте землевладения Белозерского края конца XV в. Суда с её притоками была далекой малоосвоенной окраиной Белозерья. На реке отмечено только два погоста: Колошемский (на реке Колошме) и Чужбой (на месте современного села Борисово-Судское).
Данная местность иногда именуется «медвежий угол» по причине большого количества медведей в этих лесистых и глухих местах. В царское время на территории нынешней Вологодской области отправляли в ссылки, главным образом политических заключённых, что дало ещё одно название этим землям - «Московская Сибирь».
Согласно данным переписи Судского края Белозерского уезда Новгородской губернии 1678 года, крупным местным помещиком был Василий Михайлович Тяпкин, дипломат, стрелецкий полковник, который владел несколькими деревнями, включая Борисова, Крюкова, Пустошка, Голузино, Тимофеевская, Фалеевская (нынешняя Хвалевская, где расположена усадьба Хвалевское). Любопытно что по некоторым источникам предком Тяпкина 
был бывший окольничий Дмитрия Донского, который имел прозвище "тяпка".
Во времена Петра Первого особо отмечалась отвага и удаль Белозерских полков.
В процессе реорганизации губерний и уездов данные земли входили в состав Новгородской, Санкт-Петербургской, Ленинградской, а впоследствии Вологодской губерний и областей.
На карте Белозерского уезда 1731 года из Атласа Всероссийской империи И. К. Кирилова Борисово уже присутствует.

### XIX век — начало XX века
Много веков Борисово-Судское находилось на важном старинном тракте Петербург-Белозерск.
Согласно воспоминаниям Н. А. Качалова, данная местность с глухими и непроходимыми лесами была излюбленным местом поселения беглых крепостных со всей России и в середине XIX века их проживало здесь более 5000 душ.
В начале XX века после строительства железной дороги из Петербурга в Вятку (1901—1906) значение тракта и судоходства по Суде сильно упало. Местное население начало постепенно переселяться с обжитых берегов Суды в Бабаево, где появилась железнодорожная станция, и другие населённые пункты вдоль железной дороги, а также в большие города.
Также в начале века здесь было создано одно из первых в Российской империи обществ потребительской кооперации. Сейчас бывшие продовольственные склады на берегу Чужбойки входят в комплекс построек усадьбы Хвалевское.
В XIX веке на месте где сейчас расположен мост через Нижнюю Чужбойку находилась водяная мельница, входившая в состав усадьбы Хвалевское. После революции мельница была переоборудована в первую в районе гидроэлектростанцию и здесь зажглась первая лампочка во всей округе. Имеется идея установки малой гидроэлектростанции на этом месте.

### Советское время
Во время Великой Отечественной войны переход через реку Суду имел стратегическое значение для всей страны. Именно здесь проходила одна из веток знаменитой «Дороги жизни» в Ленинград. Немцы уже стояли в Тихвине и нужно было двигаться вокруг. Благодаря дороге Бабаево – Борисово-Судское - Ошта в осажденный город доставляли продукты и грузы, вывозили раненых, женщин, стариков и детей. Это была единственная транспортная магистраль через Ладожское озеро, связывавшая блокадный Ленинград со страной. Официально она называлась Военно-автомобильная дорога № 101 (ВАД-101). Дорога шла через Борисово, дальше через мост на север на Ошту (юг Онежского озера) и оттуда к Ладоге.
В начале 1930х годов в районом тогда центре Борисово-Судское построили аэродром. Во время войны здесь базировались фронтовые бомбардировщики. После войны взлетно-посадочную полосу (ВПП) заасфальтировали. В 1970-1980-х годах между селом Борисово-Судское и аэропортом Пулково существовало прямое регулярное сообщение. Рейсы 2 раза в неделю выполнял самолёт Ан-24. Бывшая ВПП сохранилась и теперь используется для хранения и сушки лесоматериалов.
Борисово-Судское посещал поэт Николай Рубцов и назвал его «село былинное». Из-за высоких берегов по обе стороны Суды данные места также прозвали «Вологодской Швейцарией».

### Наши дни
Летом 2014 года село Борисово-Судское посетил губернатор Вологодской области Олег Кувшинников, а в начале 2015 года и осенью 2020 года — епископ Череповецкий и Белозерский.

## Транспорт
Село связано автодорогой с городом Бабаево на юге. На север идут автодороги Киино—Пяжелка и Тимошино—Никонова Гора.

## Усадьба Хвалевское

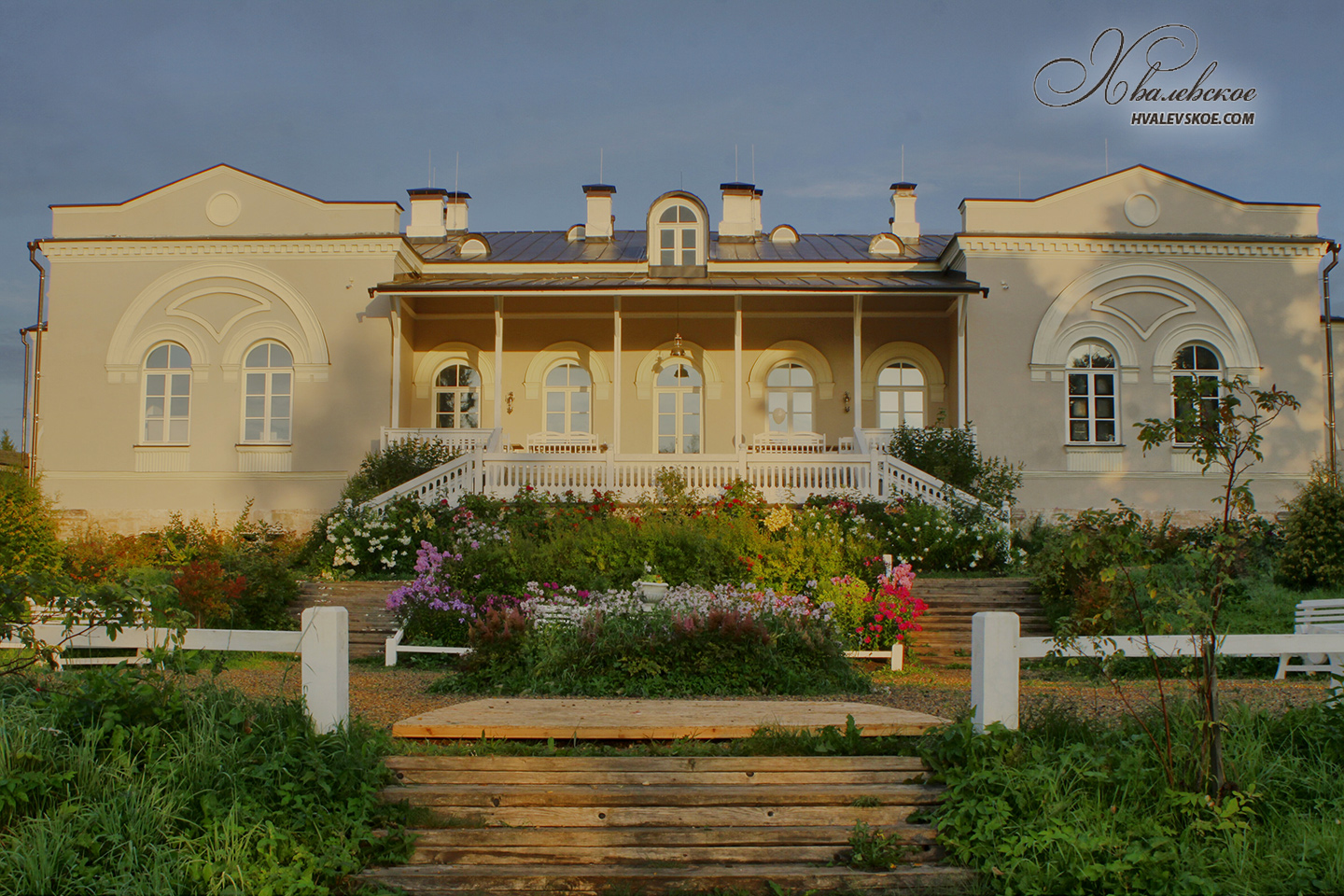
Усадьба Хвалевское

В селе расположена усадьба Качаловых «Хвалевское». Усадьба построена потомственным дворянином Н. А. Качаловым в середине XIX века. В 1869—1870 годах Н. А. Качалов был Архангельским губернатором, а затем многие годы руководил Таможней Российской Империи, был близким соратником императора Александра III. В 1855—1863 годах Н. А. Качалов был предводителем дворянства Белозерского уезда Новгородской губернии и в те годы усадьба Хвалевское являлась местом встреч дворянских семей Судского края.
Супруга Н. А. Качалова, Александра Павловна, была представительницей другого местного старинного дворянского рода: Долговых-Сабуровых. Бояре Сабуровы во времена Ивана Грозного были Вологодскими воеводами. Земли, на которых построена усадьба Хвалевское, были переданы в качестве приданого. Долгово-Сабуровы являлись крупными землевладельцами в данном регионе и возможно находились в дальнем родстве с Борисом Годуновым, что дает одну из гипотез о происхождении названия села.
Сын Н. А. Качалова, Н. Н. Качалов также был Архангельским губернатором, а в 1895 году стал инициатором создания в деревне Борисово (старое название села Борисово-Судское) одного из первых в России кооперативных потребительских обществ. Сохранились старинные деревянные склады рядом с мостом через Чужбойку, где ранее находилась водяная мельница, а затем первая в районе электростанция.
В советское время в усадьбе разместились райком, затем школа-интернат, военный госпиталь и средняя школа после войны. В 1990-е годы здание почти не эксплуатировали, а в 2000-х годах перестали отапливать и забросили. В 2009 году аварийное здание на аукционе приобрели прямые потомки строителя усадьбы и начали её реставрацию. В начале 2013 года на канале «Россия 1» вышел репортаж о возрождении усадьбы Хвалевское, а в мае 2013 года на канале «Культура» вышел документальный фильм о Борисово-Судском. Торжественное открытие усадьбы после 5 лет реставрации состоялось в 2014 году с участием губернатора Вологодской области. В конце 2023 года был снят документальный фильм о возрожденной усадьбе «Ничто не бывает случайным…».

## Усадьба Тарханово Екатерининское
В Борисово-Судском сохранилась ещё одна дворянская усадьба, деревянная, расположенная на том же берегу Суды что и Хвалевское, симметрично относительно моста через реку. Усадьбу в середине XIX века построил для своей семьи местный помещик Долгово-Сабуров (тесть Н.А.Качалова) и назвал в честь супруги Екатерины. Поэтому в некоторых источниках усадьба упоминается как «Тарханово Екатерининское». Последними хозяевами данной усадьбы перед революцией были Пушторские. В советское время в здании располагался райисполком, детский дом и детский сад. Данное здание сейчас в частных руках, но заброшено и находится в аварийном состоянии.

## Храмы и Часовни
На окраине села на берегу реки Нижняя Чужбойка расположена церковь Покрова на Нижней Чужбойке. Она была построена в 1824 году, в 1920-30х годах закрыта и разграблена, восстановлена в 2009—2010 годах и вновь освящена. В 2014 году образован приход, относящийся к Череповецкой и Белозерской епархии РПЦ. В 2015 году на месте разрушенной в советское время колокольни была сооружена деревянная звонница.
В центре села расположена Тихвинская часовня, предположительно построенная в одно время с усадьбой Хвалевское. В 2017-2018 годах была проведена её реставрация и освящение состоялось в июле 2018 года.
На левом высоком берегу Суды, почти напротив усадьбы Хвалевское, расположены руины старейшей в округе церкви - Троицкой, построенной в 1750 году. Несколько лет назад возле храма был установлен Поклонный крест.

## Социальная инфраструктура и события в области культуры
Принято считать, что село было основано в 1626 году (дата первого упоминания в документах), и в связи с этой датой каждые 5 лет Борисово-Судское отмечает годовщину основания. Летом 2016 года село отмечало своё 390-летие.
Борисово-Судское является не только одним из старейших поселений, но и географическим центром Бабаевского округа и неформальной «культурной столицей» округа. Именно здесь проходят главные события в культурной жизни округа. Начиная с 2015 года в середине лета в Борисово-Судском проводится крупнейший в округе фольклорный фестиваль и ярмарка «Народный Травник». Начиная с 2017 года в парке и в парадном заде усадьбы проходят концерты классической музыки в рамках фестиваля «Музыкальная Экспедиция».
В Борисово-Судском также работают Краеведческий музей, Дом культуры, Библиотека и Детская художественная школа (филиал Бабаевской школы искусств). В селе также работает больница, аптека, средняя школа, детский сад, церковная лавка, отделение Сбербанка и банкомат, отделение почты, автозаправка Лукойл, кафе, супермаркет сети «Пятёрочка», хозяйственный и строительный магазины и др. В будущем планируется открытие небольшой гостиницы в бывшем здании училища у входа в парк.